# Friedland, Niederlausitz
För andra betydelser, se Friedland.
Friedland (lågsorbiska: Bryland) är en småstad i Tyskland, belägen i Landkreis Oder-Spree i förbundslandet Brandenburg.  Staden ligger omkring 90 kilometer sydost om centrala Berlin och 37 kilometer sydväst om Frankfurt an der Oder.
Staden har sina nuvarande stadskommungränser sedan 2003, då en ny kommun bildades genom sammanslagning av kommunerna i det dåvarande Amt Friedland.

## Geografi

### Administrativ indelning

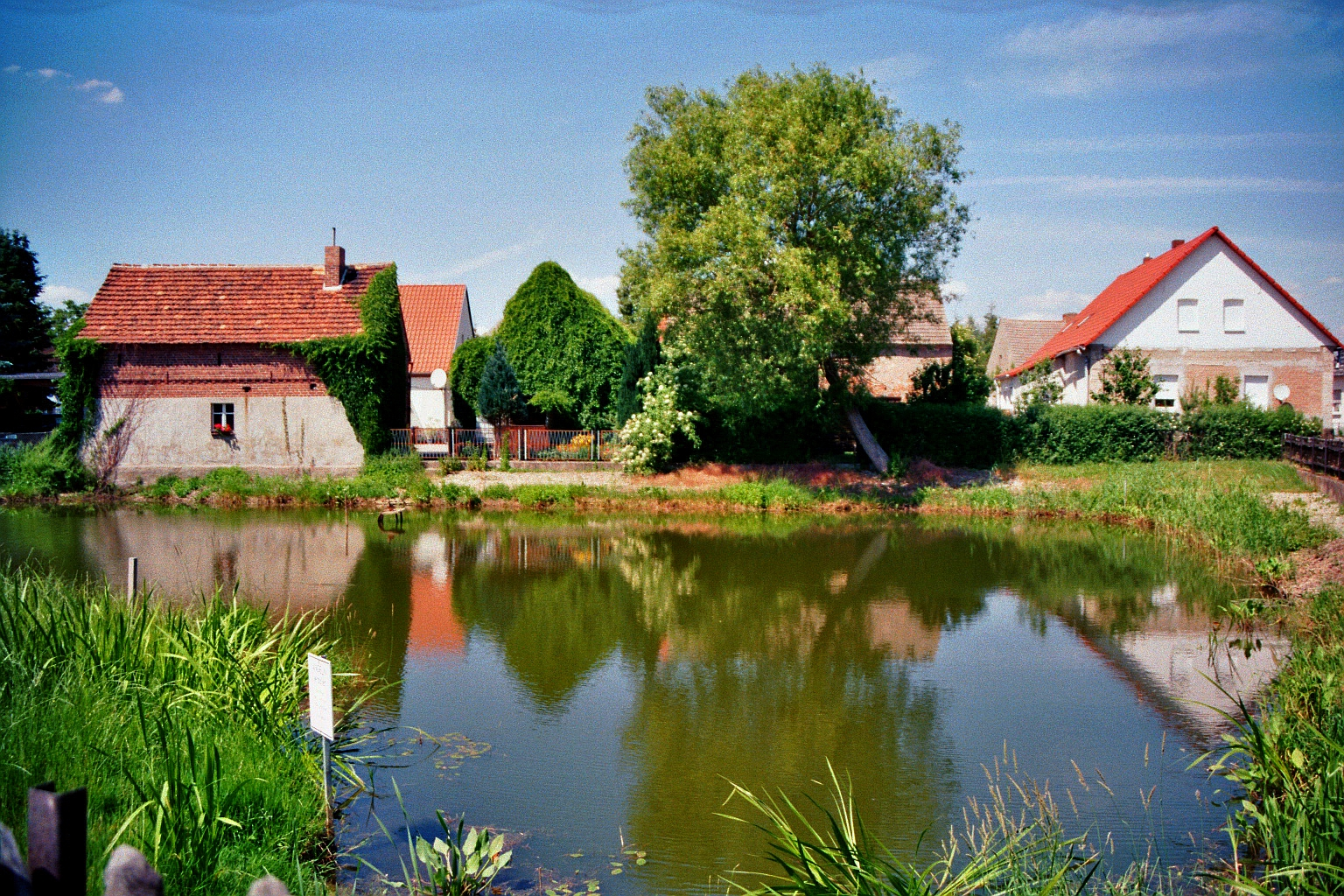
Bydammen i Gross Muckrow

Stadskommunen indelas administrativt i 16 Ortsteile, stadsdelar.  Inom parentes anges namnet på lågsorbiska och årtalet när den tidigare kommunen uppgick i staden.
| Stadsdel                  | Tillhörande mindre orter                                                                                            | Uppgick i staden |
| ------------------------- | --- | ---------------- |
| Chossewitz (Kósojce)      | Klingemühle (Glajański młyn)                                                                                        | 2001             |
| Friedland (Bryland)       | Lehmannsthal (Kubłowy doł), Wuggelmühle (Górcański młyn)                                                            |                  |
| Gross Briesen (Brjazyna)  | Klein Briesen (Brjazynka), Oelsen (Wołchin), Oelsener Mühle (Wołcański młyn), Forsthaus Jankemühle (Janjański młyn) | 2001             |
| Gross Muckrow (Mokrow)    | | 2003             |
| Günthersdorf (Gunow)      | | 2001             |
| Karras (Karas)            | Postbrücke (Postowy móst)                                                                                           | 2001             |
| Klein Muckrow (Mokra)     | | 2001             |
| Kummerow (Komorow)        | | 2001             |
| Leißnitz (Lěsnica)        | Glowe (Głowie), Kuhnshof (Kuncowy dwór), Sarkow (Zarkow)                                                            | 2001             |
| Lindow (Lindow)           | | 2001             |
| Niewisch (Niwas)          | Möllen (Mólej), Voigtsmühle (Rěcojski młyn)                                                                         | 2001             |
| Pieskow (Pěski)           | | 2001             |
| Reudnitz (Rudnica)        | Krollshof (Królowy dwór)                                                                                            | 2001             |
| Schadow (Škodow)          | | 2001             |
| Weichensdorf (Wjerchojce) | Planheide (Łuka) | 2001             |
| Zeust (Zewsć)             | Friedrichshof (Frycowy dwór)                                                                                        | 2001             |

## Befolkning
- Befolkningsutvecklingen i de nuvarande gränserna
 Blå linje: Befolkning—Prickade linjen: Jämförelse med utvecklingen av Brandenburg 
Grå bakgrund: Period av Nazi styre—Röd bakgrund: Period av kommunistiskt styre
- Aktuella befolkningsutveckling (blå linjen) och prognoser (prickade linjen).

| År   | Invånare |
| ---- | -------- |
| 1875 | 4 509    |
| 1890 | 4 397    |
| 1910 | 4 264    |
| 1925 | 4 212    |
| 1933 | 3 984    |
| 1939 | 3 785    |
| 1946 | 5 900    |
| 1950 | 5 534    |
| 1964 | 4 251    |
| 1971 | 4 132    |

| År   | Invånare |
| ---- | -------- |
| 1981 | 3 480    |
| 1985 | 3 473    |
| 1989 | 3 447    |
| 1990 | 3 457    |
| 1991 | 3 424    |
| 1992 | 3 391    |
| 1993 | 3 410    |
| 1994 | 3 391    |
| 1995 | 3 391    |
| 1996 | 3 349    |

| År   | Invånare |
| ---- | -------- |
| 1997 | 3 362    |
| 1998 | 3 426    |
| 1999 | 3 418    |
| 2000 | 3 428    |
| 2001 | 3 398    |
| 2002 | 3 409    |
| 2003 | 3 503    |
| 2004 | 3 444    |
| 2005 | 3 397    |
| 2006 | 3 350    |

| År   | Invånare |
| ---- | -------- |
| 2007 | 3 270    |
| 2008 | 3 249    |
| 2009 | 3 235    |
| 2010 | 3 166    |
| 2011 | 3 153    |
| 2012 | 3 109    |
| 2013 | 3 053    |
| 2014 | 3 013    |
| 2015 | 3 017    |
| 2016 | 2 975    |

| År   | Invånare |
| ---- | -------- |
| 2017 | 2 959    |
| 2018 | 2 957    |
| 2019 | 2 985    |
| 2020 | 2 954    |

Detaljerade källor anges i Wikimedia Commons..

## Kultur och sevärdheter

### Byggnadsminnen
Burg Friedland anlades på 1200-talet som en borg med vattengrav, i kvadratisk form omkring en innergård, med dubbla yttermurar.  Den omnämns första gången 1336 i skrift.  Borgen och borglänet tillhörde adelssläkten von Strele, men gavs 1518 tillsammans med staden som pant till Johanniterorden och såldes därefter till dem 1533.  Borgen omvandlades till renässansslott efter en brand 1623 och har sedermera byggts om flera gånger.

### Musik
Sedan 2008 anordnas indierockfestivalen Jenseits von Millionen i Burg Friedland.  Den regionala musiktävlingen Rock Oder Spree arrangeras också här.